# The Man that Got Away
The Man that Got Away è un brano statunitense del 1954 scritto da Harold Arlen su testi di Ira Gershwin e interpretato da Judy Garland.
Il brano è stato composto per la colonna sonora del film È nata una stella ed è stato fra i candidati ai premi Oscar 1955 per la miglior canzone.